# 红梅公园
红梅公园位于常州市天宁区，临近天宁寺，始建于1958年，1960年正式建成开放，得名于园内的著名古建筑红梅阁。

## 园内景观

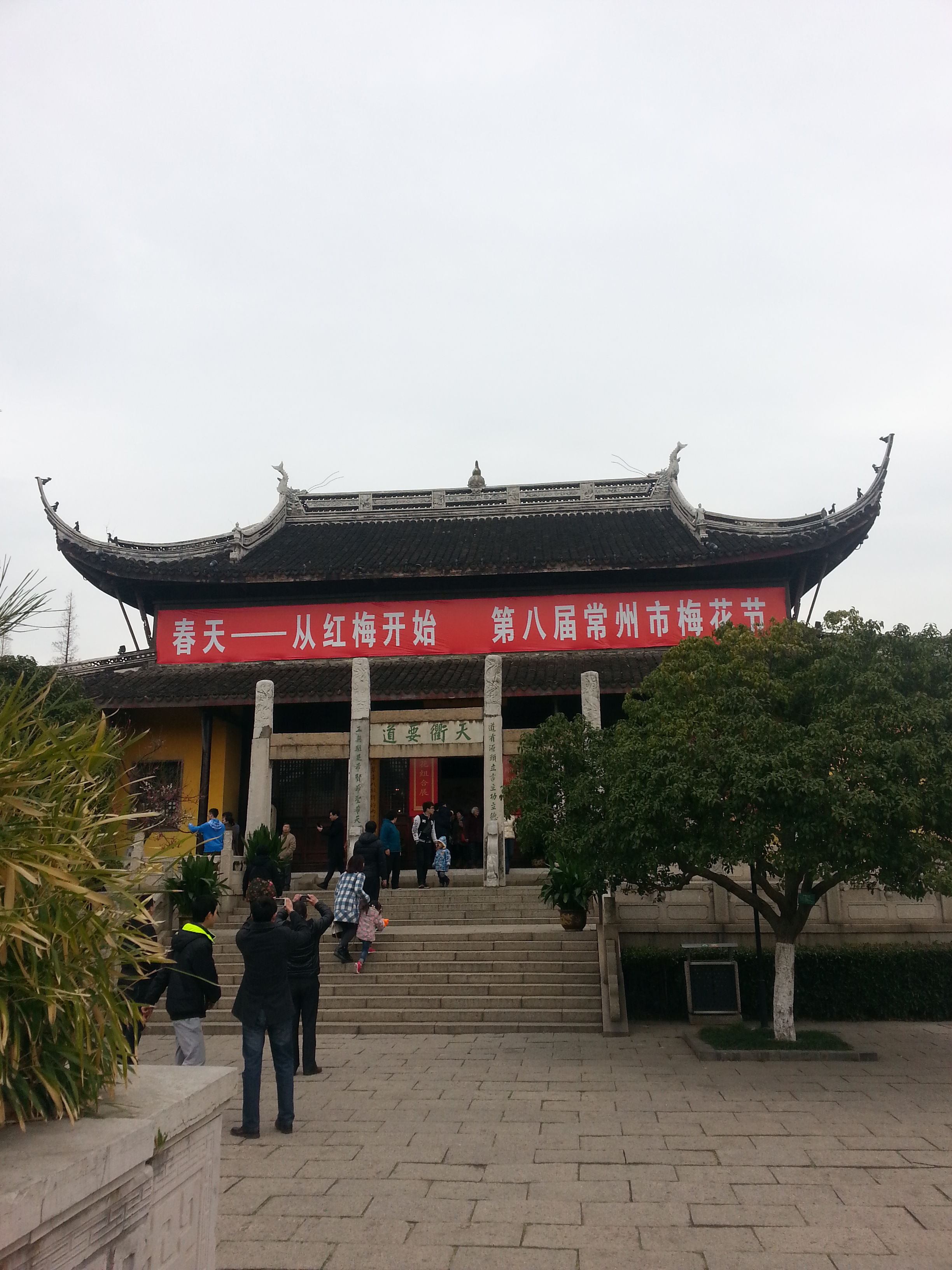
红梅阁

全园分八景：文笔夕照、红梅春晓、曲池风荷、青峦倒影、翠薇秋霞、林园钟声、雪山劲松、吴风遗韵。
红梅阁、文笔塔是公园内两处著名古建筑。